# Paulo Sousa (calciatore 1967)
Paulo Jorge Ferreira de Sousa, noto semplicemente come Paulo Sousa (Vila Nova de Gaia, 3 marzo 1967), è un ex calciatore portoghese, di ruolo difensore.

## Palmarès

### Club

#### Competizioni nazionali
- Coppa del Portogallo: 2

Boavista: 1991-1992, 1996-1997
- Supercoppa di Portogallo: 2

Boavista: 1992, 1997